# Rebun (Hokkaidō)
Rebun (jap. 礼文町, -chō) ist eine japanische Stadt im gleichnamigen Landkreis auf der Insel Rebun in der Unterpräfektur Sōya der Präfektur Hokkaidō. Der Landkreis und das Stadtgebiet umfassen die gesamte Insel.